# Inside Out (Emmy Rossum)
Inside Out è l'album di debutto della cantante e attrice Emmy Rossum, pubblicato il 23 ottobre 2007. Già dalla sua uscita, l'album è stato ben accolto, e viene collocato nella Billboard 200, piazzandosi alla 199ª posizione, rimanendovi per più di 54 settimane. Dall'album sono stati estratti due singoli, Slow Me Down e Falling, da cui sono stati creati due video musicali.

## Inside Out - EP
Il 31 luglio 2007, viene inserito su iTunes un pacchetto con tre canzoni e un "Making Of" di 17 minuti riguardanti la creazione dell'album e di alcuni video, chiamato "Inside Out - EP".
Le canzoni inserite sono:
- Slow Me Down - 2:34
- Stay - 3:15
- Falling - 3:40
- Inside Out (Documentario) - 17:56 (video)

## Tracce
Tutte le canzoni (eccetto Rainy Days and Mondays) sono state scritte da Emmy Rossum e Stuart Brawley.
1. Slow Me Down - (2:34)
2. Inside Out - (3:23)
3. Stay - (3:14)
4. Falling (4:03)
5. The Great Divide - (6:53)
6. Lullaby - (4:54)
7. Don't Stop Now - (5:44)
8. High - (3:59)
9. A Million Pieces - (4:53)
10. Rainy Days and Mondays - (3:42)
11. Anymore - (4:49)
12. Been Too Long - (3:46) - Bonus Track per iTunes

## Video
- Slow Me Down - (Diretto da Thomas Kloss)
- Falling - (Diretto da Adam Egypt Mortimer)